# حسن أباد (مقاطعة اشتهارد)
حسن أباد (بالفارسية: حسن‌آباد) هي قرية تقع في مقاطعة إشتهارد في إيران. يقدر عدد سكانها بـ 47 نسمة .